# Liste der Naturdenkmale in Gaildorf
| Naturdenkmale | Anzahl |
| ------------- | ------ |
| FND           | 25     |
| END           | 7      |
| Gesamt        | 32     |

Die Liste der Naturdenkmale in Gaildorf nennt die verordneten Naturdenkmale (ND) der im baden-württembergischen Landkreis Schwäbisch Hall liegenden Stadt Gaildorf. In Gaildorf gibt es insgesamt 32 als Naturdenkmal geschützte Objekte, davon 25 flächenhafte Naturdenkmale (FND) und 7 Einzelgebilde-Naturdenkmale (END).
Stand: 31. Oktober 2016.

## Flächenhafte Naturdenkmale (FND)
| Name                                              | Bild | Kennung     | Einzelheiten | Position | Fläche Hektar | Datum         |
| ------------------------------------------------- | ---- | ----------- | ------------ | -------- | ------------- | ------------- |
| Altarm bei Mittelrot                              | BW   | 81270250018 | Gaildorf     | ⊙        | 1,2           | 16. Sep. 1985 |
| Alter Steinbruch bei Großaltdorf                  | BW   | 81270250020 | Gaildorf     | ⊙        | 0,4           | 16. Sep. 1985 |
| Alter Steinbruch bei Steppach                     | BW   | 81270250014 | Gaildorf     | ⊙        | 0,3           | 18. Sep. 1985 |
| Alter Steinbruch mit Feuchtfläche i.d.Kocherhalde | BW   | 81270250019 | Gaildorf     | ⊙        | 0,7           | 10. Jan. 1990 |
| Altwasser am Unterlauf des Bröckinger Baches      | BW   | 81270250006 | Gaildorf     | ⊙        | 0,8           | 12. Okt. 1970 |
| Altwasser in der Rotau bei Unterrot               | BW   | 81270250021 | Gaildorf     | ⊙        | 0,1           | 10. Jan. 1990 |
| Doline im Gewann Löchlensäcker                    | BW   | 81270250023 | Gaildorf     | ⊙        | 0,0           | 10. Jan. 1990 |
| Feuchtgebiet im alten Gipsbruch                   | BW   | 81270250015 | Gaildorf     | ⊙        | 0,2           | 16. Sep. 1985 |
| Feuchtgebiet in den Breitwiesen                   | BW   | 81270250030 | Gaildorf     | ⊙        | 0,5           | 18. Nov. 1993 |
| Feuchtgebiet mit Gipsdolinen bei Unterrot         | BW   | 81270250027 | Gaildorf     | ⊙        | 1,1           | 18. Nov. 1993 |
| Flußbiotop am Kocher                              | BW   | 81270250028 | Gaildorf     | ⊙        | 1,2           | 18. Nov. 1993 |
| Gehölzbestand an der Eisenbahnbrücke              | BW   | 81270250032 | Gaildorf     | ⊙        | 0,2           | 18. Nov. 1993 |
| Heidebiotop im Sturz                              | BW   | 81270250016 | Gaildorf     | ⊙        | 1,7           | 16. Sep. 1985 |
| Heidefläche auf der Wacht                         | BW   | 81270250033 | Gaildorf     | ⊙        | 4,6           | 21. Sep. 1993 |
| Hohlweg nordwestlich von Eutendorf                | BW   | 81270250029 | Gaildorf     | ⊙        | 0,6           | 18. Nov. 1993 |
| Kocheraltwasser am Ende vom Ortsbach              | BW   | 81270250010 | Gaildorf     | ⊙        | 0,6           | 24. Okt. 1983 |
| Kocheraltwasser an der Gemeindegrenze             | BW   | 81270250013 | Gaildorf     | ⊙        | 0,8           | 24. Okt. 1983 |
| Kocheraltwasser Railhalde                         | BW   | 81270250005 | Gaildorf     | ⊙        | 4,4           | 3. Aug. 1971  |
| Lindengruppe mit Steinkreuz                       | BW   | 81270250008 | Gaildorf     | ⊙        | 0,1           | 25. Mai 1990  |
| Quelle mit Schilfgebiet                           | BW   | 81270250012 | Gaildorf     | ⊙        | 0,3           | 24. Okt. 1983 |
| Quelle mit Tuffbildung                            | BW   | 81270250011 | Gaildorf     | ⊙        | 0,2           | 24. Okt. 1983 |
| Quelle mit Tuffbildung                            | BW   | 81270250024 | Gaildorf     | ⊙        | 0,1           | 18. Nov. 1993 |
| Sackartige Versteinerung und kleine Höhle         | BW   | 81270250001 | Gaildorf     | ⊙        | 0,0           | 24. Mai 1938  |
| Schachblumenstandort                              | BW   | 81270250002 | Gaildorf     | ⊙        | 0,7           | 24. Mai 1938  |
| Schweinsgrube                                     | BW   | 81270250017 | Gaildorf     | ⊙        | 0,1           | 16. Sep. 1985 |
| Legende für Naturdenkmal                          |      |             |              |          |               |               |

## Einzelgebilde (END)
| Name                                             | Bild | Kennung     | Einzelheiten | Position | Fläche Hektar | Datum         |
| ------------------------------------------------ | ---- | ----------- | ------------ | -------- | ------------- | ------------- |
| Eichengruppe am Sturzweg                         | BW   | 81270250022 | Gaildorf     | ⊙        | 0,0           | 10. Jan. 1990 |
| Lindengruppe mit Steinkreuz                      | BW   | 81270250008 | Gaildorf     | ⊙        | 0,0           | 24. Okt. 1983 |
| 1 Linde an der Straße zw.Gaildorf u. Steigenhaus | BW   | 81270250031 | Gaildorf     | ⊙        | 0,0           | 18. Nov. 1993 |
| 1 Stieleiche in Münster                          | BW   | 81270250004 | Gaildorf     | ⊙        | 0,0           | 24. Mai 1938  |
| 1 Stieleiche westl. Spöck                        | BW   | 81270250007 | Gaildorf     | ⊙        | 0,0           | 24. Okt. 1983 |
| 1 Weide am Graben                                | BW   | 81270250009 | Gaildorf     | ⊙        | 0,0           | 24. Okt. 1983 |
| 2 Forchen                                        | BW   | 81270250003 | Gaildorf     | ⊙        | 0,0           | 24. Mai 1938  |
| Legende für Naturdenkmal                         |      |             |              |          |               |               |